# Carmen (conto)
Carmen é um conto de Prosper Mérimée escrito e publicado em 1845. Foi adaptado várias vezes, incluindo a famosa ópera homônima de 1875 de Georges Bizet. O conto fala sobre liberdade, amor obsessivo e ciúme mortal. Os personagens principais são Carmem e dom José, sendo que o amor extremado de dom José pela cigana acaba fazendo com que ele a mate.

## Personagens principais
- Carmem: é uma jovem cigana que causa a perdição de seu ciumento amante. É uma mulher sensual, que usa seu charme para atingir seus objetivos e manipular seus amantes.
- Dom José: é destinado a uma carreira militar, mas sucumbe ao charme de Carmem e se torna um bandido. Seu amor pela cigana o faz cometer crimes, mas dom José acaba matando a cigana quando ela diz que não o ama mais.
- narrador: é um personagem ingênuo, que também sucumbe aos encantos de Carmem, mas que é salvo por dom José. Tal como o autor, se interessa por arqueologia.

## Composição do conto
O conto começa com uma epígrafe que cita o poeta grego Palladas. Mérimée a traduz assim: "toda mulher é amarga como o fel; mas ela tem duas boas horas, uma na cama, outra na sua morte".
O livro se divide em quatro capítulos de extensão desigual. A descrição do amor impossível entre Carmem e dom José só ocorre no capítulo três. Estes acontecimentos narrados por dom José são anteriores aos eventos da narrativa moldura, a qual é narrada pelo arqueólogo. O quarto capítulo constitui um rompimento estilístico, ao retornar ao discurso científico do primeiro capítulo.

## Resumo detalhado

### Capítulo um
Na Andaluzia, o narrador, um arqueólogo francês em excursão com destino a Montilla para investigar dados sobre a batalha de Munda, para no caminho para descansar com Antônio, seu guia. Ele, então, encontra um homem cujo sotaque não parece andaluz. O narrador oferece um charuto ao desconhecido. Este o acompanha até um albergue. Por causa da inquietude de Antônio, o narrador imagina que o desconhecido é um contrabandista. No albergue, o narrador descobre que o desconhecido se chama dom José Navarro, e é um contrabandista perseguido pelas autoridades. Dom José canta uma melodia basca ao bandolim durante a refeição.
Durante a noite, o narrador acorda e vê um vulto passar à sua frente: é Antônio. Ele vai denunciar dom José em troca de duzentos ducados. O narrador acorda dom José para avisá-lo. Após jurar ao narrador que não se vingará do guia, dom José escapa. Quando os lanceiros chegam, sua presa já escapou.

### Capítulo dois
Uma semana mais tarde, o narrador está num mosteiro da Ordem dos Pregadores, na cidade de Córdova, pesquisando sobre a batalha de Munda. Numa tarde, ele encontra uma bela jovem cigana chamada Carmem, que lhe oferece predizer o seu futuro. Eles tomam um sorvete juntos. Depois, vão à casa de Carmem. Carmem fica fascinada pelo relógio do narrador. Um homem entra bruscamente: é um cúmplice de Carmem. Esta ordena que o homem corte a garganta do narrador. Mas o homem reconhece o narrador, e este reconhece que o homem é dom José. Dom José, então, deixa o narrador escapar. O narrador percebe que Carmem lhe havia roubado o relógio. Mas ele decide não denunciar a cigana, e parte para Sevilha.
Algumas semanas mais tarde, o narrador retorna a Córdova. No mosteiro dominicano, é informado de que dom José havia sido preso, suspeito de haver roubado o relógio do narrador, e estava condenado à morte pela autoria de diversos outros crimes. O narrador leva uma caixa de charutos para dom José, que está no meio de uma refeição. O narrador propõe ajudar dom José, mas este lhe diz que uma missa lhe seria mais útil. Ele também lhe pede para levar uma medalha a uma mulher em Pamplona, em Navarra.

### Capítulo três
No dia seguinte, o narrador retorna à prisão e conhece toda a história de dom José.
Na verdade, ele se chama dom José Lizarrabengoa, e é basco da cidade de Elizondo, em Navarra. Ele é brigadeiro de cavalaria, e serve numa fábrica de tabaco em Sevilha. Um dia, ele encontra Carmem, que o provoca e que lhe joga uma flor, a qual ele guarda. Pouco após, começa uma briga: dom José vai ver do que se trata, e encontra, de um lado, uma mulher ferida, e do outro lado, Carmem. Dom José é encarregado de conduzir Carmem à prisão. Carmem utiliza seu charme (em vão) e apela para o patriotismo (ela alega que é de Navarra, como dom José) para se salvar, e acaba triunfando. Dom José é rebaixado e acaba sendo mandado à prisão, onde fica por um mês. Um dia, ele recebe, na prisão, um pão de uma dita prima. Dentro de um pão, estão uma lima e uma moeda de ouro de duas piastras, presentes de Carmem. Ele fica emocionado pelo gesto, mas se recusa a tentar escapar, pois isso seria considerado deserção. Ao sair da prisão, ele se torna um simples soldado. Ele reencontra Carmem, com quem passa um dia que lhe deixa apaixonado por ela. Ela o manipula para fechar os olhos diante de pequenos contrabandos. Em seguida, ela desaparece. Quando ele a reencontra, ela está nos braços de um oficial. Na confusão que se segue, dom José mata o oficial e Carmem o ajuda a fugir. Ele deixa Sevilha e se integra a um bando de contrabandistas liderado por Dancaïre. Dom José fica sabendo que Carmem é casada com Garcia, um dos membros do bando. Dom José sofre cada vez mais com a vida que passou a levar. O bando comete diversos crimes. Dom José, após uma discussão, apunhala e mata Garcia. Dancaïre também é morto numa emboscada onde José fica ferido. José acaba se curando, mas está cada vez mais louco de ciúmes por Carmem, que está se relacionando com um picador chamado Lucas. José propõe que ele e Carmem vão para a América, mas ela se recusa e diz que não o ama mais. Desesperado, ele a mata com duas facadas, a enterra junto com o anel que ele lhe havia dado, e se entrega às autoridades.

### Capítulo quatro
O capítulo rompe com a narração precedente, pois constitui-se em uma narração enciclopédica sobre os ciganos. É um retorno à narrativa inicial.

## Análise
Na narrativa, Mérimée mescla os gêneros da tragédia, do drama romântico e do romance picaresco para ilustrar o mal que representa a paixão amorosa, que faz o ser humano desrespeitar seus limites, esquecer a razão e a virtude, cometer atos abomináveis e reduzir sua vida a nada.

## História editorial
"Carmen" surgiu em 1845 na Revista dos Dois Mundos. No ano seguinte, o conto foi editado sob a forma de livro em Paris pela editora Irmãos Michel Levy, junto com outros dois contos: "Arsène Guillot" e "O abade Aubain".

## Adaptações

### Literatura
- Em 2018, Sophie Rabau lançou o romance "Carmem, para variar, variação de um conto de Prosper Mérimée", com alterações na história original que fazem com que Carmem não morra.[4]

### História em quadrinhos
- Em 1981, Georges Pichard adaptou a história para uma história em quadrinhos homônima.[5]

### Ópera
- A mais célebre adaptação do conto é a ópera "Carmen", criada em 1875 com música de Georges Bizet e libreto de Henri Meilhac e Ludovic Halévy. Posteriormente, a ópera foi adaptada para vários outros meios.

### Música
- Em 2011, Carmen apareceu numa canção de Lana del Rey.

### Cinema
Filmes que foram adaptações da ópera ou do conto:
- 1907: Carmen, filme inglês mudo de Arthur Gilbert
- 1909: Carmen, filme italiano mudo de Gerolamo Lo Savio
- 1911: Carmen, filme francês mudo de Jean Durand, com Gaston Modot
- 1912: Carmen, filme inglês mudo de Theo Frenkel
- 1915: Carmen, filme mudo de Cecil B. DeMille, com Geraldine Farrar
- 1915: Carmen, filme mudo de Raoul Walsh, com Theda Bara
- 1915: Burlesque on Carmen, filme mudo de Charles Chaplin, com Charles Chaplin e Edna Purviance
- 1918: Carmen, filme alemão mudo de Ernst Lubitsch
- 1926: Carmen, filme francês mudo de Jacques Feyder
- 1945: Carmen, filme francês de Christian-Jacque, com Jean Marais e Viviane Romance
- 1948: Os Amores de Carmen, filme de Charles Vidor
- 1954: Carmen Jones filme estadunidense de Otto Preminger
- 1963: Carmen 63, filme franco-italiano de Carmine Gallone
- 1968: L'Homme, l'Orgueil et la Vengeance, filme italiano de Luigi Bazzoni
- 1983: Carmen, adaptação flamenca de Carlos Saura
- 1983: Prénom Carmen, de Jean-Luc Godard
- 1984: Carmen, filme de ópera de Francesco Rosi, com Julia Migenes e Placido Domingo
- 1984 : La Tragédie de Carmen, três filmes de Peter Brook
- 1985: Carmen nue, de Albert Lopez
- 2004: Carmen de Khayelitsha (U-Carmen e-Khayelitsha), filme sul-africano de Mark Dornford-May
- 2001: Karmen Geï, de Joseph Gaï Ramaka, adaptação senegalesa de Carmen. Em francês e em uolofe.
- 2003: Carmen, filme espanhol de Vicente Aranda, com Paz Vega e Leonardo Sbaraglia.

## Homenagens
- Em 2013, uma praça no vigésimo distrito de Paris foi nomeada como "praça Carmen" para homenagear a personagem.[6]